# Paramesochra
Paramesochra is een geslacht van eenoogkreeftjes. De wetenschappelijke naam van het geslacht is voor het eerst geldig gepubliceerd in 1892 door Thomas Scott,, hoewel nog onder voorbehoud (hij noemde het een "provisional name"). De naam geeft aan dat het geslacht overeenkomsten vertoont met Mesochra Boeck, 1865.
Scott richtte het geslacht op voor de nieuwe soort Paramesochra dubia, verzameld nabij May Island in de Firth of Forth in februari 1892.

## Soorten
- Paramesochra acutata Klie, 1935
  - ondersoort Paramesochra acutata acutata Klie, 1935
  - ondersoort Paramesochra acutata hawaiiensis Kunz, 1981
- Paramesochra arenicola Krishnaswamy, 1957
- Paramesochra borealis Geddes, 1981
- Paramesochra brevifurca Galhano, 1970
  - ondersoort Paramesochra brevifurca brevifurca Galhano, 1970
  - ondersoort Paramesochra brevifurca mediterranea Huys, 1987
- Paramesochra denticulata Rao & Ganapati, 1969
- Paramesochra dubia Scott T., 1892
- Paramesochra helgolandica Kunz, 1936
  - ondersoort Paramesochra helgolandica helgolandica Kunz, 1936
  - ondersoort Paramesochra helgolandica galapagoensis Mielke, 1984
- Paramesochra kunzi Mielke, 1984
- Paramesochra laurentica Nicholls, 1939
- Paramesochra longicaudata Nicholls, 1945
- Paramesochra major Nicholls, 1939
- Paramesochra marisalbi Kornev & Chertoprud, 2008
- Paramesochra mielkei Huys, 1987
- Paramesochra mirabilis Back & Lee, 2013
- Paramesochra ornata Krishnaswamy, 1957
- Paramesochra orotavae Noodt, 1958
- Paramesochra parasimilis Back & Lee, 2013
- Paramesochra pseudogracilis Krishnaswamy, 1957
- Paramesochra pterocaudata Kunz, 1936
- Paramesochra pungdoensis Back & Lee, 2013
- Paramesochra similis Kunz, 1936
- Paramesochra taeana Back & Lee, 2010
- Paramesochra unaspina Mielke, 1984
- Paramesochra wilsoni Krishnaswamy, 1957